# Ókólnir
Dans la mythologie nordique, Ókólnir ou Okolnir (ce qui ne refroidit jamais) est un lieu où se trouve la halle de Brímir qui accueillera les âmes des hommes bons.
Il est mentionné dans le chapitre 52 du Gylfaginning de l'Edda de Snorri comme suit :
« [...] il y aura abondance d'agréables boissons dans la halle qui s'appelle Brimir et qui se trouve à Okolnir. »
Dans une seule autre version du texte, il est précisé qu'Okolnir se trouve au ciel.
Il est aussi mentionné à la strophe 37 de la Völuspá :
| 37. Stóð fyr norðan,µ á Niðavöllom salr úr gulli Sindra ættar; Enn annar stóð Á Ókólni biórsalr iötuns, enn sá Brimir heitir. | 37. Se dressait au nord A Nidavellir La salle d'or Des enfants de Sindri ; Un autre se dressait A Ókólnir La salle à bière du géant Qui s'appelle Brímir. |  |